# 維切格達鱷屬
維切格達鱷屬（屬名：Vytshegdosuchus）是勞氏鱷科的一屬，生存於三疊紀早期的俄羅斯。
化石發現於俄羅斯科米共和國的維切格達河流域，屬於Yarenskian Gorizont地層，地質年代相當於三疊紀早期的奧倫尼克階。在1988年，Andreii Sennikov將這些化石敘述、命名，模式種是V. zheshartensis。正模標本（編號PIN 3361/134）是一個右腸骨。除此之外，還有頭顱骨碎片、一節頸椎、股骨碎片、以及身體的其他部位骨頭被歸類於維切格達鱷。